# Stefania Grodzieńska

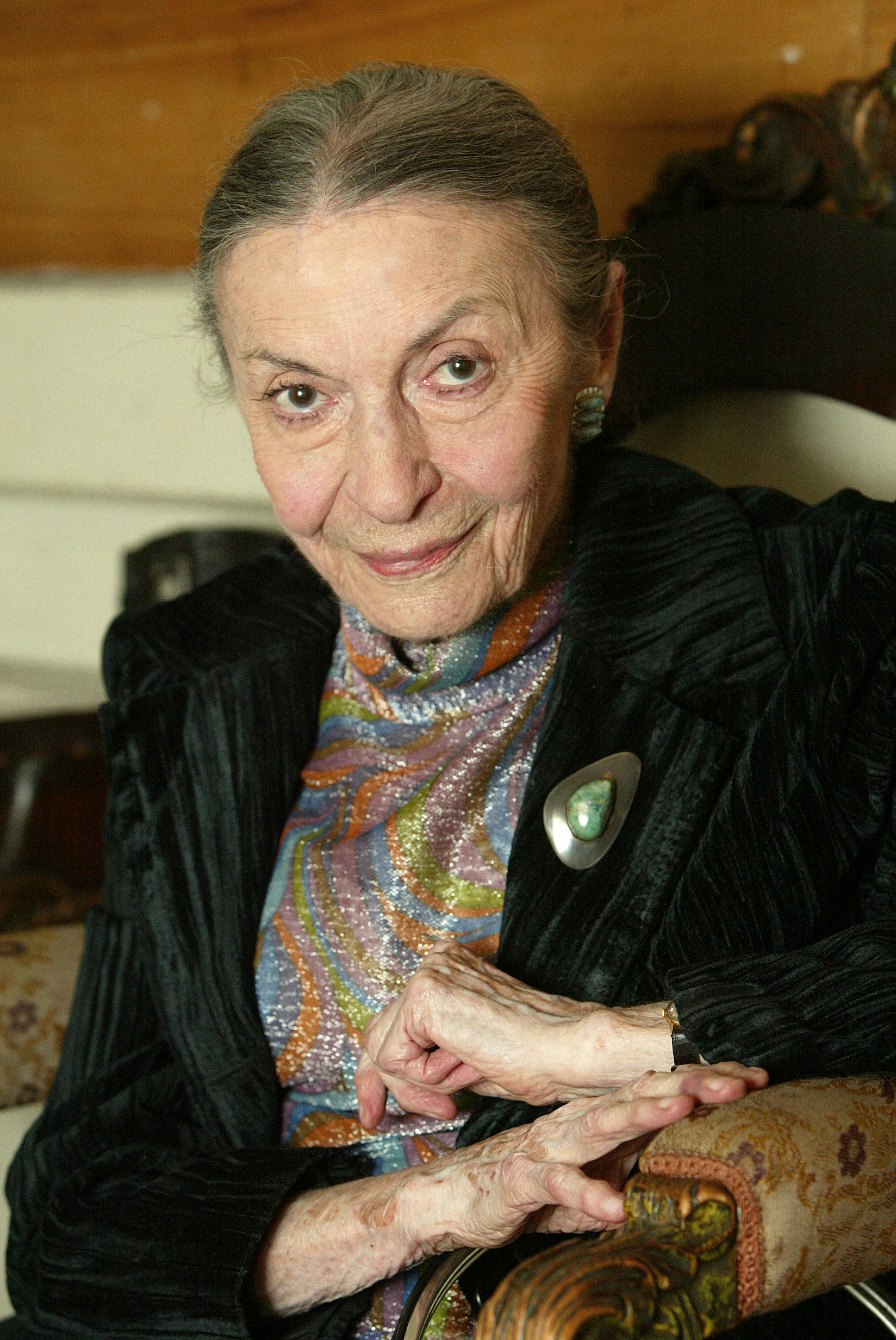
Stefania Grodzieńska (2003)

Stefania Grodzieńska (geb. 2. September 1914 in Łódź; gest. 28. April 2010 in Skolimów) war eine polnische Tänzerin, Feuilletonistin, Radiosprecherin und Schauspielerin.

## Leben
Grodzieńska wurde 1914 als Tochter eines Universitätsprofessors in Łódź geboren. Ihre Kindheit fiel in die letzten Jahre der russischen Besatzung Polens. Einen Teil ihrer frühen Jahre verbrachte sie in Moskau. In Berlin besuchte sie eine Ballettschule. Im Alter von 18 Jahren heiratete sie das erste Mal, woraufhin sie 1933 nach Warschau zog. Grodzieńska hatte ein Engagement im Cyganeria Theatre und im Teatr Kameralny. Fryderyk Jarosy engagierte sie für das satirische Theater Cyrulik Warszawski. Grodzieńska traf dort ihren zweiten Ehemann, den Autor Jerzy Jurandot, den sie 1938 ehelichte. Während der deutschen Besetzung Polens lebte sie mit ihrem Mann im Warschauer Ghetto. Das Paar konnte jedoch 1942 der sogenannten „Großaktion Warschau“ entkommen.
Nach dem Zweiten Weltkrieg begann sie, für das polnische Satiremagazin Szpilki im Feuilleton zu schreiben, dazu publizierte sie Monologe und Sketches. Stefania Grodzieńska wurde dabei als die „First Lady des polnischen Humors“ bekannt. Sie arbeitete beim Polskie Radio und später für einige Jahre in der Entertainmentabteilung der öffentlich-rechtlichen Fernsehanstalt Telewizja Polska. Sie starb 2010 nach kurzer Krankheit im Alter von 95 Jahren.